# Donald II
Pour les articles homonymes, voir Donald.
Donald II d'Écosse (gaélique : Domnall mac Causantin, gaélique écossais : Dòmhnall mac Chòiseim), est roi d'Écosse de 889 à 900.

## Origine
Donald II ou Domnall mac Causantín est le fils du roi Constantin Ier et le cousin germain du roi précédent, Eochaid, ainsi que de son successeur Constantin II. Donald II règne onze ans. Il accède au trône après avoir chassé ses prédécesseurs Eochaid et Giric.

## Règne
Donald II est le premier roi qui est dénommé en gaélique « rí Alban », c'est-à-dire « roi d'Écosse  » dans les documents contemporains. Alba se réfère à la région où Donald et ses successeurs établissent leur souveraineté, et est sans doute le royaume limité approximativement par la rivière Spey au nord, le Firth of Forth au sud, et les Highlands centraux à l'ouest. Le titre de « ri Alban » remplace le précédent titre de « roi des Pictes », et la population du royaume cesse d'être connue sous le nom de Pictes, devenant simplement les « habitants de l'Écosse » (en gaélique : « fir Alban ou Albanaig »)..
Depuis le nom Alba a pris la connotation de « Grande-Bretagne » en gaélique, ce qui représente un extraordinaire changement de terminologie suggérant que l'adoption d'Alba comme nom de royaume représente la reconnaissance d'une nouvelle identité, et peut-être signifie-t-il une tentative, après une période de déstructuration et d'incertitude entre 875 et 889, pour établir un nouvel ordre politique basé sur une royauté dynastique.
Pendant le règne de Donald II « les Hommes du nord dévastent le pays des Pictes », mais Donald défait les Danois dans une bataille à « Innisibsolian », des îles non identifiées, avant d'être tué par les Scandinaves à Dunnottar, au sud de Stonehaven dans le Kincardineshire. Il est ensuite mentionné, dans les Listes royales, qu'il fut inhumé à Iona..
Son cousin Constantin lui succède. Son fils Malcolm devient roi vers 943.